# Coppa dei Balcani 1979-1980 (club)
La Coppa dei Balcani per club 1979-1980 è stata la diciassettesima edizione della Coppa dei Balcani, la competizione per squadre di club della penisola balcanica e Turchia.
È stata vinta dai rumeni dello Sportul Studențesc, al loro primo titolo. Le gare dei gironi sono state disputate durante la stagione 1978-79, mentre le finali nella primavera 1980, quindi nella stagione 1979-80.

## Squadre partecipanti
Tutte le nazioni partecipano con una sola rappresentante.
| Squadra            | Stagione 1978-79                           |
| ------------------ | ------------------------------------------ |
| Partizani Tirana   | 1º in Albania                              |
| Slavia Sofia       | 4º in Bulgaria                             |
| PAS Giannina       | 14º in Grecia                              |
| Rijeka             | 12º in Jugoslavia. Detentore Coppa Balcani |
| Sportul Studențesc | 6º in Romania                              |
| Beşiktaş           | 9º in Turchia                              |

## Torneo

### Girone A
| Squadra          | Pti | G | V | N | P | GF | GS | QR    |
| ---------------- | --- | - | - | - | - | -- | -- | ----- |
| Rijeka           | 6   | 4 | 3 | 0 | 1 | 9  | 6  | 1.500 |
| Partizani Tirana | 4   | 4 | 2 | 0 | 2 | 6  | 7  | 0.857 |
| PAS Giannina     | 2   | 4 | 1 | 0 | 3 | 5  | 7  | 0.714 |

|           | Rij | Par | Gia |
| --------- | --- | --- | --- |
| Rijeka    |     | 3-0 | 2-1 |
| Partizani | 4-1 |     | 2-0 |
| Giannina  | 1-3 | 3-0 |     |

#### Risultati
Il Rijeka ha battuto il PAS Giannina in entrambe le partite: 2-1 a Cantrida e 3-1 in Grecia.
| Fiume 14 marzo 1979 | Rijeka | 3 – 0 | Partizani Tirana | Stadio Cantrida |

| Giannina 28 marzo 1979 | PAS Giannina | 3 – 0 | Partizani Tirana | Stadio Zosimades |

| Tirana 18 aprile 1979                                                  | Partizani Tirana | 4 – 1 | Rijeka | Stadiumi Dinamo |
| \| \| \| \| \| Murati 34’, 83’ Braho 38’ Hado 79’ \| Marcatori \| ? \| |                  |       |        |                 |
|                                                                        |                  |       |        |                 |
| Murati 34’, 83’ Braho 38’ Hado 79’                                     | Marcatori        | ?     |        |                 |

| Tirana 16 maggio 1979                                 | Partizani Tirana | 2 – 0 | PAS Giannina | Stadiumi Dinamo |
| \| \| \| \| \| Haxhiu 54’ Lika 74’ \| Marcatori \| \| |                  |       |              |                 |
|                                                       |                  |       |              |                 |
| Haxhiu 54’ Lika 74’                                   | Marcatori        |       |              |                 |

| Fiume Data sconosciuta | Rijeka | 2 – 1 | PAS Giannina | Stadio Cantrida |

| Data sconosciuta | PAS Giannina | 1 – 3 | Rijeka |  |

### Girone B
| Squadra            | Pti      | G        | V        | N        | P        | GF       | GS       | QR       |
| ------------------ | -------- | -------- | -------- | -------- | -------- | -------- | -------- | -------- |
| Sportul Studențesc | 2        | 2        | 1        | 0        | 1        | 4        | 3        | 1.333    |
| Slavia Sofia       | 2        | 2        | 1        | 0        | 1        | 3        | 4        | 0.750    |
| Beşiktaş           | ritirato | ritirato | ritirato | ritirato | ritirato | ritirato | ritirato | ritirato |

|          | Spo | Sla | Beş |
| -------- | --- | --- | --- |
| Sportul  |     | 2-0 | —   |
| Slavia   | 3-2 |     | —   |
| Beşiktaş | —   | —   |     |

#### Risultati
| Bucarest 16 maggio 1979 | Sportul Studențesc | 2 – 0 | Slavia Sofia | Stadio Regie |

| Sofia 22 maggio 1979 | Slavia Sofia | 3 – 2 | Sportul Studențesc | Stadio Slavia |

### Finale
| Squadra 1          | Totale | Squadra 2 | Andata | Ritorno |
| ------------------ | ------ | --------- | ------ | ------- |
| Sportul Studențesc | 3–1    | Rijeka    | 2–0    | 1–1     |

| Arbitro: | Jordan Žežov (Bulgaria) |

| |            | |
| Ionescu 33’ Cățoi 49’                                                                                            | Marcatori  | |
| Moraru Tănăsescu Cazan Căţoi Iorgulescu Grigore (Stroe II) Stroe I Serbonica (Mirea) Munteanu I Ionescu Chichaia | Formazioni | Ravnić (Zhavelli) Maretić Milenković Machin Jerolimov Šugar Petrović (Tomić) Fegic Mijač Ružić Lukić |
| Rădulescu | Allenatori | Brnčić                                                                                               |

| Arbitro: | Shetquet Laslli (Albania) |

| |            |                                                                                                   |
| Tomić 33’                                                                                                   | Marcatori  | 66’ Sandu                                                                                         |
| Ravnić Maretić Machin Jerolimov Šugar Juričić (46' Lukić) Gračan Radović (70' Milenković) Mijač Ružić Tomić | Formazioni | Moraru Tănăsescu Cazan Căţoi Iorgulescu Grigore Stroe Serbianica Sandu (78' Lazar) Ionescu Ghinia |
| Brnčić | Allenatori | Rădulescu                                                                                         |